# Détective Conan : Le Gratte-Ciel infernal
Détective Conan : Le Gratte-Ciel infernal (名探偵コナン　時計じかけの摩天楼, Meitantei Konan: Tokei shikake no matenrō) est un film d'animation japonais réalisé par Kenji Kodama, sorti en avril 1997 au Japon et directement en vidéo en septembre 2007 en France. C'est le premier long-métrage tiré de l'univers de la série animée Détective Conan, elle-même tirée du manga de Gōshō Aoyama.
L'histoire est centrée sur le personnage de Shinichi Kudo, un lycéen-détective, cachant sa véritable identité sous les traits de Conan Edogawa, un jeune garçon de sept ans. La veille de son anniversaire, il est contacté par un poseur de bombe ayant disséminé des engins explosifs à divers endroits de Tokyo. Une course contre-la-montre s'engage pour le détective devant retrouver ces bombes et éviter que des attentats se produisent au sein de la capitale japonaise.

## Synopsis
Alors que Conan était en train de trier les lettres d'admiratrices de son père, il s'aperçoit que l'une de ces lettres lui est destinée. Cette lettre est en réalité une invitation pour la fête d'un célèbre architecte. Ne pouvant s'y rendre, Conan utilise la voix de Shinichi pour demander à Ran d'y aller. Quelques jours après cette fête, Conan reçoit un appel d'un homme étrange masquant sa voix et menaçant de faire exploser plusieurs bombes. Avec le peu d'indices donnés, Conan doit retrouver toutes les bombes et démasquer le dangereux pyromane.

## Sortie
Le film est sorti dans 13 salles au Japon le 19 avril 1997 et a rapporté 174 083 700 ¥, soit 1 405 083 $ à la date du 8 mai 1997. Durant le week-end d'ouverture, il a rapporté 8 554 500 ¥, soit 68 965 $.
Une sortie VHS du film a eu lieu le 19 octobre 1997. Sa production a été interrompue après le passage au DVD en 2006.
Le DVD du film (région 2) est sorti le 28 mars 2001. Un nouveau DVD est sortie le 25 février 2011, réduisant de manière significatif le prix initial et avec un ajout d'un trailer.
La version Blu-ray du film est sortie le 26 août 2011, il contient le même contenu que le DVD plus un mini-livret expliquant le film et la fonction BD-live.

## Distribution
| Rôle                           | Acteur japonais  | Acteur francophone  |
| ------------------------------ | ---------------- | ------------------- |
| Conan Edogawa                  | Minami Takayama  | Claudine Grémy      |
| Shinichi Kudo                  | Kappei Yamaguchi | Philippe Valmont    |
| Ran Mouri                      | Wakana Yamazaki  | Nayeli Forest       |
| Kogoro Mouri                   | Akira Kamiya     | Gérard Malabat      |
| Professeur Agasa               | Kenichi Ogata    | Cyrille Monge       |
| Jūzō Megure                    | Chafurin         | Cyrille Monge       |
| Ayumi Yoshida                  | Yukiko Iwai      | Constance Lecavelle |
| Genta Kojima                   | Wataru Takagi    |                     |
| Mitsuhiko Tsuburaya            | Ikue Ohtani      | Cécile Berger       |
| Sonoko Suzuki                  | Naoko Matsui     | Céline Rotard       |
| Inspecteur Ninzaburo Shiratori | Kaneto Shiozawa  | Jean-Yves Brignon   |
| Teiji Moriya                   | Tarō Ishida      | Olivier Korol       |

## Fiche technique
- Titre français : Détective Conan : Le Gratte-Ciel infernal
- Titre original : Meitantei Conan: Tokei shikake no matenrō (名探偵コナン　時計じかけの摩天楼?)
- Réalisation : Kenji Kodama
- Scénario : Kazunari Kouchi selon l'œuvre originale de Gōshō Aoyama
- Musique : Katsuo Ōno
- Production :
  - Producteur exécutif-en-chef : Tetsuo Ōga
  - Producteurs exécutifs : Keiichi Ishizaka, Masahiro Oga et Tomonari Doi
  - Manager de production : Tetsu Kojima
- Directeur de la photographie : Takashi Nomura
- Montage : Terukiyo Okada
- Conception graphique :
  - Story-boards : Kenji Kodama et Masato Sato
  - Direction artistique : Yukihiro Shibutani
  - Conception des personnages : Masatomo Sudō
  - Conception artistique : Hiroyuki Mitsumoto
- Animation :
  - Réalisateur-chef animation : Masatomo Sudō
  - Superviseurs de l'animation : Kei Hyoudou, Akio Kawamura, Seiji Muta, Keiko Sasaki, Yoshihiro Shimizu, Kumiko Shishido et Hirotoshi Takaya
  - Réalisateur des scènes d'action : Masahiko Itojima
- Durée : 90 minutes
- Pays d'origine : Japon
- Langue originale : japonais
- Genre : Animation, policier
- Société de production : TMS Entertainment
- Sociétés de distribution : Tōhō (Japon) / Kazé (France)
- Date de sortie : 19 avril 1997 (Japon)
- Dates de sortie en vidéo :
  - Japon : 19 octobre 1997 (VHS) et 28 mars 2001 (DVD)
  - France : 26 septembre 2007 (DVD)

Sauf mention contraire, les informations de cette section proviennent de l'Internet Movie Database et l'Anime News Network. 